# Jendele
Jendele è una circoscrizione rurale (rural ward) della Tanzania situata nel distretto di Kati, regione di Zanzibar Centro-Sud. Conta una popolazione di 1 939 abitanti (censimento 2012).